# Рубен Корреа
Рубен Корреа (ісп. Rubén Correa, нар. 25 липня 1941) — перуанський футболіст, що грав на позиції воротаря.

## Клубна кар'єра
У дорослому футболі дебютував 1961 року виступами за команду «Дефенсор Ліма», в якій провів три сезони. Своєю грою за цю команду привернув увагу представників тренерського штабу клубу «Універсітаріо де Депортес», до складу якого приєднався 1963 року. Відіграв за команду з Ліми наступні дев'ять сезонів своєї ігрової кар'єри і п'ять разів вигравав чемпіонат Перу в 1964, 1966, 1967, 1969 і 1971 роках.
Завершив ігрову кар'єру у команді «Дефенсор Ліма», у складі якої вже виступав раніше. Повернувся до неї 1971 року і захищав її кольори до припинення виступів на професійному рівні у 1972 році.

## Виступи за збірну
28 липня 1967 року дебютував в офіційних іграх у складі національної збірної Перу в товариському матчі проти Уругваю (0:1).
У складі збірної був учасником чемпіонату світу 1970 року у Мексиці, але на поле не виходив, востаннє зігравши у збірній ще до турніру, 24 лютого 1970 року в товариському матчі з Болгарією (5:2).
Загалом протягом кар'єри у національній команді, яка тривала 4 роки, провів у її формі 4 матчі.

## Титули і досягнення
- Чемпіон Перу (4):

«Універсітаріо де Депортес»: 1966, 1967, 1969, 1971